# Vlàssovka
Vlàssovka - Власовка (rus) és un poble de l'óblast de Penza. Rússia. El 2010 tenia 30 habitants.<